# Hofgut Georgenthal

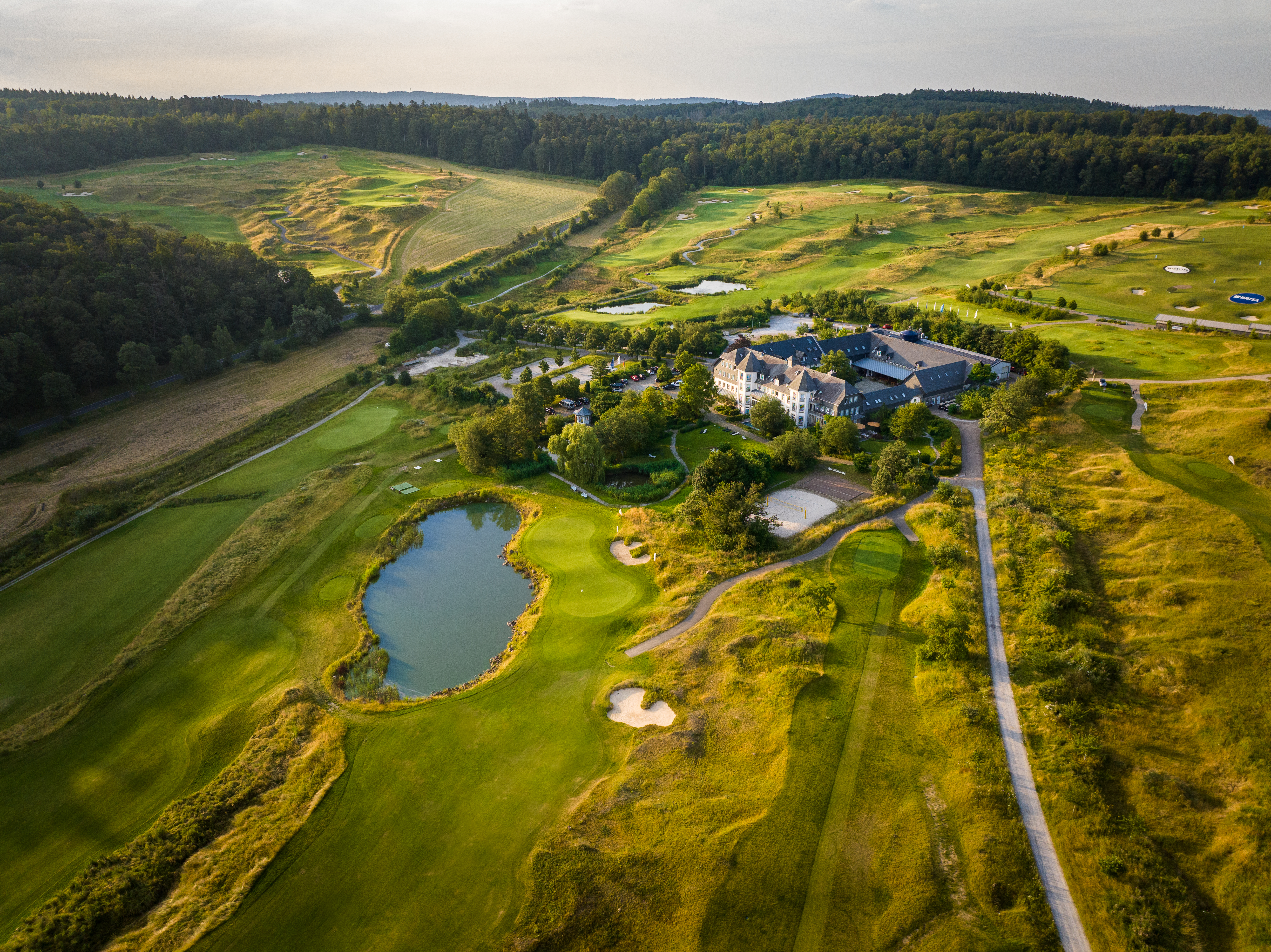
Das Hofgut Georgenthal

Das Hofgut Georgenthal ist ein Gutshof mit Hotelbetrieb im Untertaunus in der Gemeinde Hohenstein östlich des Ortsteils Steckenroth bzw. nördlich von Taunusstein-Wingsbach im Untertaunus in Hessen.

## Beschreibung

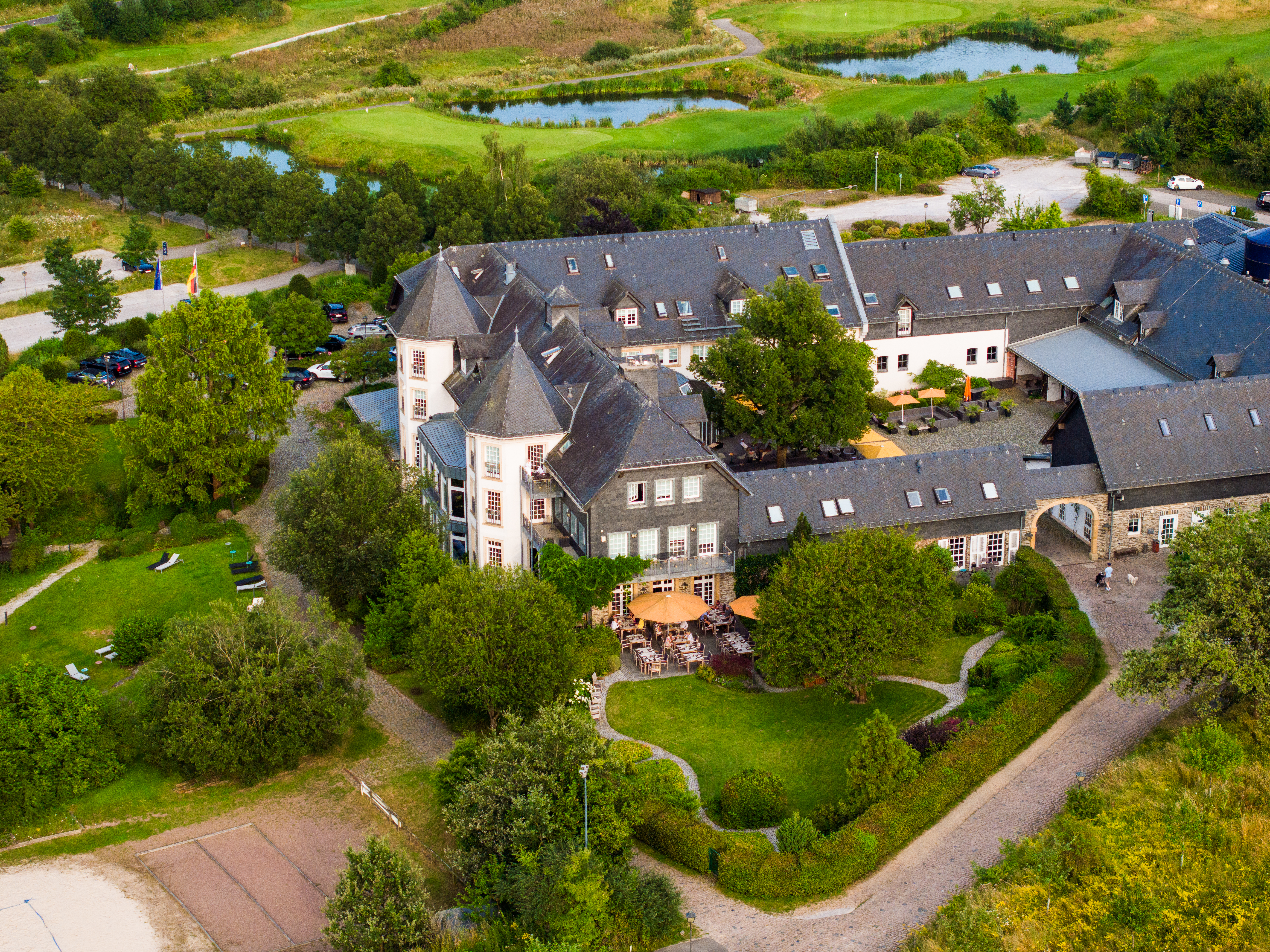
Außenansicht des Hofguts

Zum Hofgut gehören rund 65 Hektar Acker-, Weide- und Waldflächen, die auch entsprechend bewirtschaftet werden.
Die zugehörige Hotelanlage mit 38 Zimmern und Suiten sowie einem Apartment weist die Auszeichnung 4-Sterne-Superior aus. Zum Hotel gehören ein Spa-Bereich, Tagungsräume und zwei Restaurants. Zudem stehen Räumlichkeiten für private Feiern und Hochzeiten zur Verfügung.
Das Hofgut beherbergt das Limesinformationszentrum für den Rheingau-Taunus-Kreis (Limes im Hofgut – Regionalmuseum). Hier werden unter anderem auch Originalfunde ausgestellt. Zudem ist ein Lehrpfad zur römischen Besiedlung ausgebaut, welcher unter anderem auch zu drei Turmstellen führt (Wachturm 3/8, 3/9 und 3/10).
Die Geschäftsführerin Brita Hankammer gab im Oktober 2011 bekannt, dass sie den Bau eines 18-Loch-Golfplatzes rund um das Hofgut plane. Im Juli 2013 war Baubeginn des Golfplatzes, der im September 2015 eröffnet wurde.

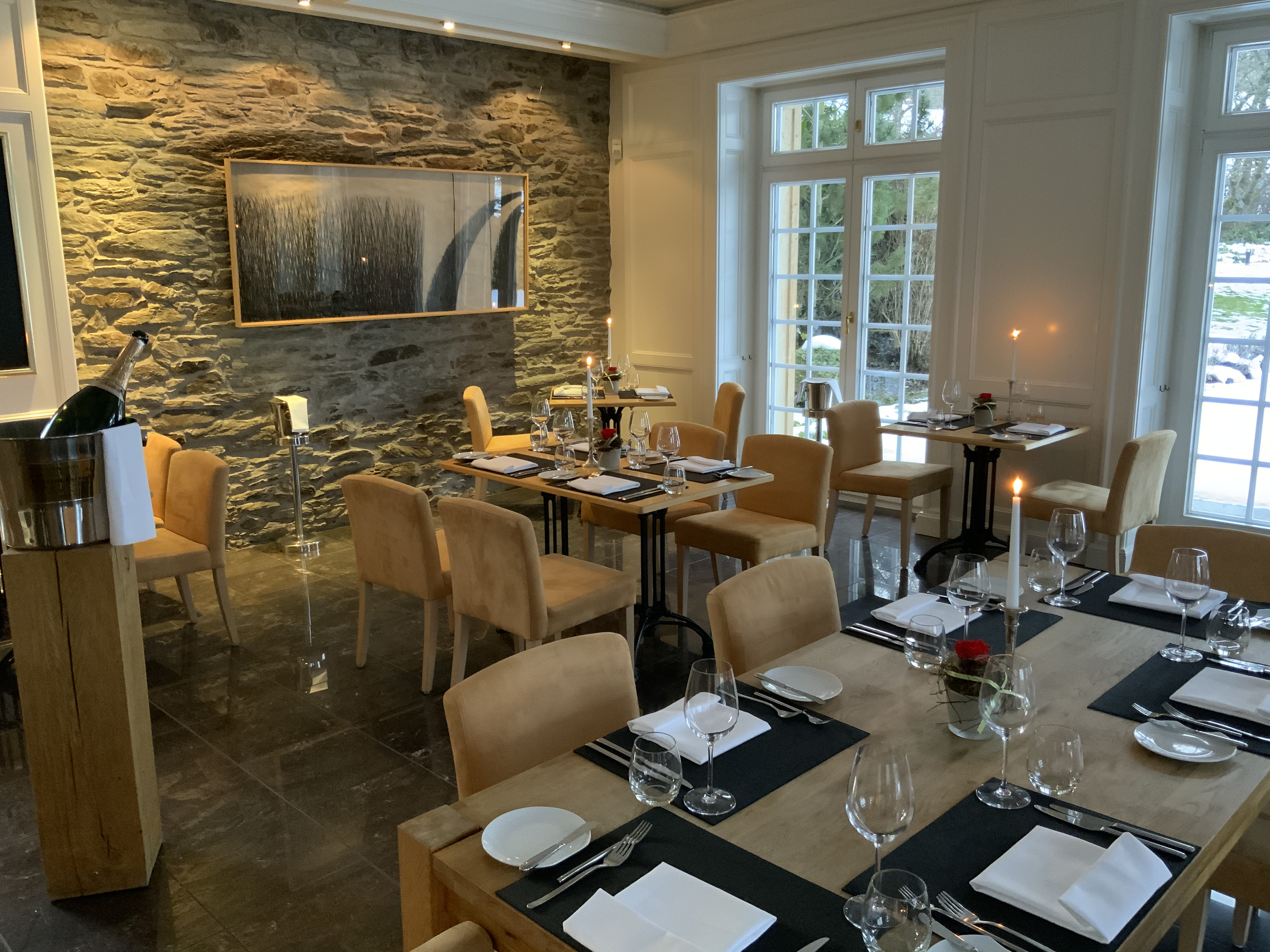
Restaurant Giorgios im Hofgut

## Geschichte
Das Hofgut Georgenthal, seinerzeit Georgenthaler Hof genannt, wurde 1692 von Graf Georg August Samuel von Nassau-Idstein als sogenannter Zehnthof gegründet. Es war einer von sechs Hofgründungen (Gassenbacher Hof, Idsteiner Viehhof, Ranstatter Hof, Georgenthaler Hof, Henriettenhof und Nainhauser Hof) unter seiner Herrschaft. Die Namensgebung ist dabei als besondere Auszeichnung zu sehen, da sich der Name auf den Vornamen des Fürsten bezieht. In gleicher Weise bezieht sich der Name des Henriettenhof auf den Vornamen seiner Frau Henriette Dorothea von Oettingen.
Im Zuge dieser Neugründung mussten die Nachbargemeinden Grundstücke abgeben. Betroffen waren Hambach, Steckenroth, Strinz-Margarethä und Wingsbach. Steckenroth verlor dabei etwa ein Drittel der Gemarkung, Strinz-Margarethä den Steinwald und Wingsbach den Wiesengrund. Während sich für Strinz-Margarethä und Wingsbach ein Ausgleich fand, wurde Steckenroth nicht entschädigt. Entsprechend dauerte es bis ins Jahr 1735, bis die Abstimmungsurkunde, das heißt die Grenzfestlegung, zwischen dem Hofgut und Steckenroth besiegelt wurde.
1930 wurde das Gut durch Georg Sauerbier erworben.
1989 brannte der Hof etwa zur Hälfte nieder. Die Ursache des Brandes ist bis heute ungeklärt.
1995 erwarb Heinz Hankammer das Hofgut, das bis 2000 in das jetzige 4-Sterne-Superior-Hotel ausgebaut wurde.

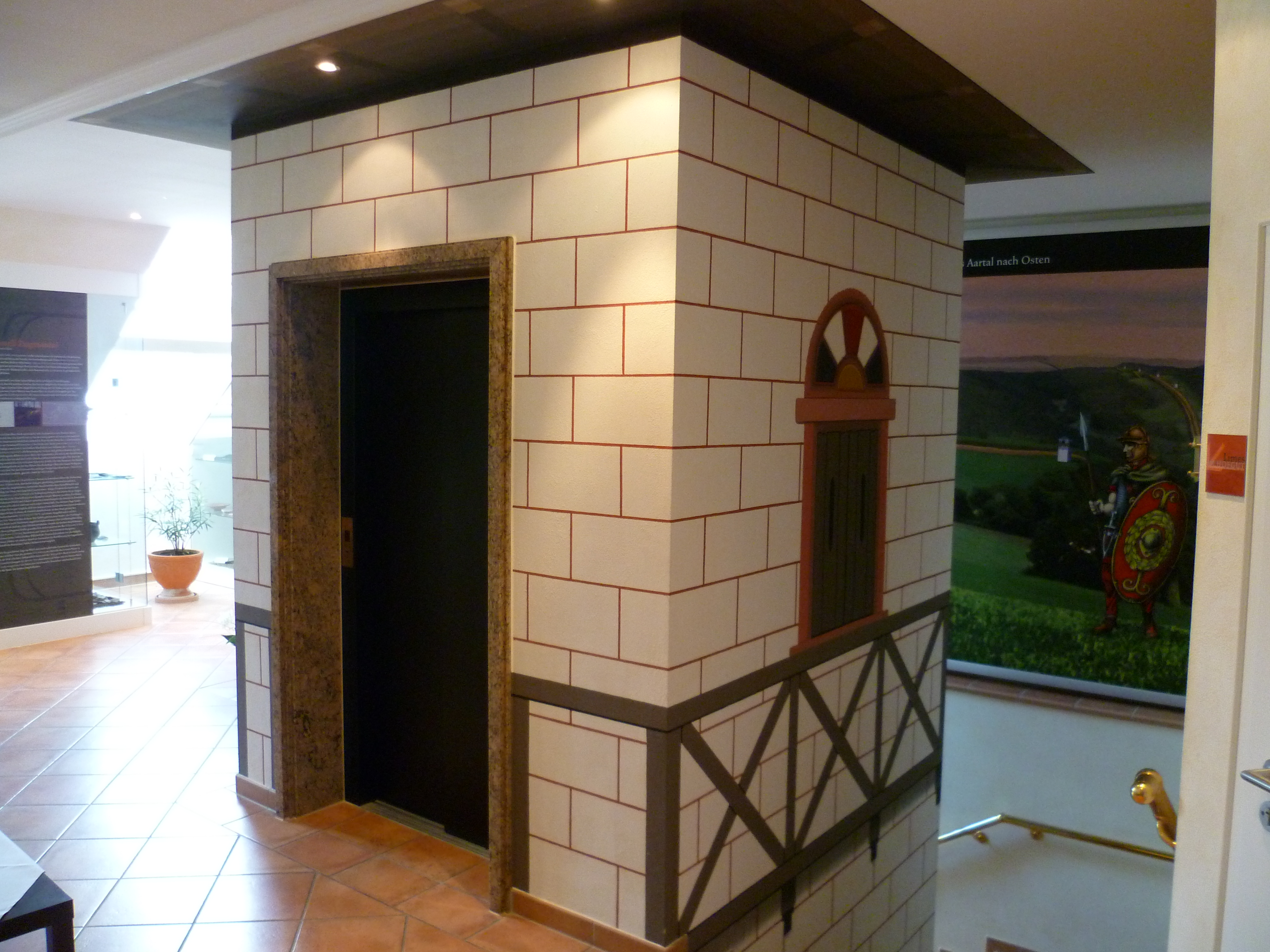
Aufzug in der Limesausstellung

## Anekdoten zum Hofgut
- Gerüchteweise soll Georg Sauerbier das Geld zum Erwerb des Hofgutes aus einem Prozess gegen die Reichsbahn erhalten haben. Ihm sei angeblich ein Koffer aus der Gepäckablage während der Fahrt auf den Kopf gefallen.
- Als zum Ende des Zweiten Weltkriegs amerikanische Truppen das Gebiet befreiten, rettete sich der seinerzeitige Verwalter des Hofguts vor dem Racheakt russischer und polnischer Kriegsgefangener durch einen Sprung aus dem Fenster. Auf seiner Flucht wurde er aber angeschossen.
- Im Jahr 1737 waren Zigeuner in das Hofgut eingebrochen. Der seinerzeitige Hofmann Poths sandte wohl daraufhin eine Magd und einen Knecht nach Steckenroth. Diese lösten hier einen großen Alarm aus. Im Zuge dieses Alarms wurden die Glocken der örtlichen Kirche so stark geläutet, dass eine davon zersprang und ein Jahr später ersetzt wurde.
- Am Waldrand des Feldes Hundsbuckel findet sich das Grab von Leo und Dorothea Roveray. Die beiden Kinder starben auf dem Hofgut an Diphtherie.